# Fussballclub Thun 1898 2013-2014
Questa voce raccoglie le informazioni riguardanti il Fussballclub Thun 1898 nelle competizioni ufficiali della stagione 2013-2014.

## Stagione
Nella stagione 2013-2014 il Thun, allenato da Urs Fischer, concluse il campionato di Super League al 6º posto. In Coppa Svizzera il Thun fu eliminato in semifinale dal Zurigo. In Europa League il Thun fu eliminato nella fase a gironi.

## Rosa
| N. |                      | Ruolo | Calciatore           |
| -- | -------------------- | ----- | -------------------- |
| 1  | Svizzera (bandiera)  | P     | Guillaume Faivre     |
| 3  | Svizzera (bandiera)  | D     | Lukas Schenkel       |
| 5  | Svizzera (bandiera)  | D     | Fulvio Sulmoni       |
| 6  | Svizzera (bandiera)  | C     | Roland Bättig        |
| 7  | Svizzera (bandiera)  | C     | Luca Zuffi           |
| 8  | Svizzera (bandiera)  | C     | Michael Siegfried    |
| 9  | Finlandia (bandiera) | A     | Berat Sadik          |
| 11 | Svizzera (bandiera)  | C     | Adrian Nikçi         |
| 14 | Svizzera (bandiera)  | D     | Nicolas Schindelholz |
| 15 | Svizzera (bandiera)  | A     | Marco Schneuwly      |
| 16 | Brasile (bandiera)   | A     | Cássio               |
| 17 | Svizzera (bandiera)  | C     | Dennis Hediger       |
| 18 | Svizzera (bandiera)  | P     | Francesco Ruberto    |
| 19 | Svizzera (bandiera)  | C     | Christian Schneuwly  |

| N. |                           | Ruolo | Calciatore          |
| -- | ------------------------- | ----- | ------------------- |
| 20 | Svizzera (bandiera)       | C     | David Frey          |
| 21 | Portogallo (bandiera)     | C     | Nelson Ferreira     |
| 22 | Svizzera (bandiera)       | P     | David Moser         |
| 25 | Svizzera (bandiera)       | D     | Kevin Bigler        |
| 26 | Svizzera (bandiera)       | D     | Thomas Reinmann     |
| 27 | Svizzera (bandiera)       | D     | Enrico Schirinzi    |
| 28 | Svizzera (bandiera)       | C     | Andreas Wittwer     |
| 30 | Svizzera (bandiera)       | C     | Edmond Lekaj        |
| 31 | Palestina (bandiera)      | A     | Saleh Chihadeh      |
| 33 | Svizzera (bandiera)       | D     | Benjamin Lüthi      |
| 34 | Svizzera (bandiera)       | C     | Cyrill Gasser       |
| 34 | Svizzera (bandiera)       | C     | Nicola Sutter       |
| 35 | Costa d'Avorio (bandiera) | C     | Sekou Junior Sanogo |
| 38 | Svizzera (bandiera)       | C     | Sandro Mensah       |

## Organigramma societario
Area tecnica
- Allenatore: Urs Fischer
- Allenatore in seconda: Francesco Gabriele
- Preparatore dei portieri: Patrick Bettoni
- Preparatori atletici: Eric Zürcher

## Calciomercato

### Sessione estiva
| Acquisti | Acquisti            | Acquisti   | Acquisti |
| R.       | Nome                | da         | Modalità |
| -------- | ------------------- | ---------- | -------- |
| C        | Christian Schneuwly | Young Boys |          |
| A        | Josef Martínez      | Young Boys |          |
| P        | Francesco Ruberto   | Thun II    |          |
| C        | Sekou Junior Sanogo | Losanna    |          |
| D        | Lukas Schenkel      | Bellinzona |          |
| D        | Fulvio Sulmoni      | Bellinzona |          |

| Cessioni | Cessioni       | Cessioni        | Cessioni |
| R.       | Nome           | a               | Modalità |
| -------- | -------------- | --------------- | -------- |
| D        | Saïf Ghezal    | Étoile du Sahel |          |
| C        | Muhamed Demiri | San Gallo       |          |
| D        | Stipe Matić    | Naters          |          |
| C        | Renato Steffen | Young Boys      |          |

### Sessione invernale
| Acquisti | Acquisti     | Acquisti       | Acquisti |
| R.       | Nome         | da             | Modalità |
| -------- | ------------ | -------------- | -------- |
| C        | Adrian Nikçi | Hannover 96 II |          |

| Cessioni | Cessioni         | Cessioni     | Cessioni |
| R.       | Nome             | a            | Modalità |
| -------- | ---------------- | ------------ | -------- |
| C        | Miloš Krstić     | Radnički Niš |          |
| C        | Mathieu Salamand | Bienne       |          |
| D        | Gentjan Zuta     | Pfullendorf  |          |
| A        | Josef Martínez   | Young Boys   |          |

## Risultati

### Super League

#### Prima fase, girone di andata
| Arbitro: | Amhof |

|                                          |           |                          |
| Gavranović 45’ Henrique 84’ Djimsiti 90’ | Marcatori | 49’ Martínez 58’ Hediger |

| Arbitro: | Pache |

|                                     |           |                      |
| Hediger 25’ Sanogo 44’ Martínez 67’ | Marcatori | 30’ Keita 42’ Mathys |

| Arbitro: | Kever |

|                            |           |                            |
| Kubo 53’, 64’ Costanzo 77’ | Marcatori | 25’ Martínez 35’ Schneuwly |

| Arbitro: | Studer |

|                     |           |                      |
| Lüthi 10’ Sadik 27’ | Marcatori | 3’ (rig.), 90’ Callà |

| Arbitro: | Bieri |

|              |           |            |
| Martínez 53’ | Marcatori | 57’ Stahel |

| Sion 25 agosto 2013, ore 13:45 CEST 6ª giornata | Sion | 0 – 0 referto | Thun | Stade Tourbillon (5 850 spett.)\| Arbitro: \| San \| |
| Arbitro:                                        | San  |               |      |                                                      |

| Arbitro: | Erlachner |

|                                      |           |          |
| Sadik 5’ Cássio 8’ Martínez 62’, 79’ | Marcatori | 7’ Ekeng |

| Arbitro: | Hänni |

|                                 |           |           |
| Hajrović 43’ (rig.) Vilotić 54’ | Marcatori | 83’ Sadik |

| Arbitro: | Graf |

|  |           |                      |
|  | Marcatori | 56’ Stocker 90’ Díaz |

#### Prima fase, girone di ritorno
| Arbitro: | Klossner |

|                    |           |              |
| Lezcano 14’ (rig.) | Marcatori | 74’ Martínez |

| Arbitro: | Bieri |

|               |           |                   |
| Schneuwly 64’ | Marcatori | 66’ (aut.) Sanogo |

| Arbitro: | Studer |

|               |           |  |
| Schneuwly 87’ | Marcatori |  |

| San Gallo 27 ottobre 2013, ore 13:45 CEST 13ª giornata | San Gallo | 0 – 0 referto | Thun | AFG Arena (12 983 spett.)\| Arbitro: \| Amhof \| |
| Arbitro:                                               | Amhof     |               |      |                                                  |

| Arbitro: | Hänni |

|                |           |               |
| Sadik 81’, 84’ | Marcatori | 55’ Chikhaoui |

| Arbitro: | Amhof |

|                                                |           |             |
| Stocker 21’ Voser 51’ Streller 75’ Andrist 90’ | Marcatori | 13’ Sulmoni |

| Arbitro: | Schärer |

|  |           |                        |
|  | Marcatori | 48’ Martínez 66’ Zuffi |

| Arbitro: | Graf |

|               |           |  |
| Schneuwly 23’ | Marcatori |  |

| Arbitro: | Jaccottet |

|                          |           |               |
| Lüscher 61’ González 77’ | Marcatori | 76’ Schneuwly |

#### Seconda fase, girone di andata
| Arbitro: | Graf |

|                            |           |              |
| Hadergjonaj 54’ Zárate 89’ | Marcatori | 56’ Reinmann |

| Arbitro: | Amhof |

|                          |           |             |
| Wittwer 7’ Schneuwly 40’ | Marcatori | 85’ Kahraba |

| Arbitro: | Jaccottet |

|                                       |           |               |
| Gavranović 22’ Etoundi 30’ Sadiku 88’ | Marcatori | 72’ Schneuwly |

| Arbitro: | Hänni |

|                               |           |                    |
| Zuffi 31’ Sadik 42’ Nikçi 50’ | Marcatori | 84’ (rig.) Vidošić |

| Arbitro: | Schärer |

|                              |           |                        |
| Wittwer 79’ Ajeti 90’ (aut.) | Marcatori | 24’ Streller 60’ Degen |

| Arbitro: | Erlachner |

|           |           |                                                        |
| Gygax 24’ | Marcatori | 64’ Zuffi 71’ Schirinzi 84’ Schneuwly 90’ Schindelholz |

| Arbitro: | Bieri |

|                                 |           |                       |
| Banana 57’ (aut.) Schneuwly 90’ | Marcatori | 37’ Ekeng 90’ Chakhsi |

| Arbitro: | Pache |

|           |           |  |
| Nushi 52’ | Marcatori |  |

| Arbitro: | San |

|              |           |                                      |
| Ferreira 57’ | Marcatori | 56’ (rig.) Gashi 63’ Dabour 77’ Lang |

#### Seconda fase, girone di ritorno
| Basilea 6 aprile 2014, ore 13:45 CEST 28ª giornata | Basilea | 0 – 0 referto | Thun | St. Jakob-Park (26 577 spett.)\| Arbitro: \| Amhof \| |
| Arbitro:                                           | Amhof   |               |      |                                                       |

| Arbitro: | Erlachner |

|                       |           |  |
| Sanogo 29’ Cássio 71’ | Marcatori |  |

| Arbitro: | Gut |

|  |           |                                                       |
|  | Marcatori | 6’ (aut.) Grichting 15’ Nikçi 27’, 45’, 60’ Schneuwly |

| Arbitro: | Fähndrich |

|                                                |           |  |
| Reinmann 3’ Nikçi 67’ Sanogo 75’ Schneuwly 88’ | Marcatori |  |

| Arbitro: | Klossner |

|           |           |                                 |
| Sadik 80’ | Marcatori | 39’ Rikan 43’ (rig.) Gavranović |

| Arbitro: | San |

|           |           |                                 |
| Ravet 27’ | Marcatori | 4’ Schneuwly 29’, 49’ Siegfried |

| Arbitro: | Schärer |

|                                   |           |              |
| Fedele 20’ Vidošić 45’ Yartey 83’ | Marcatori | 88’ Schenkel |

| Arbitro: | Jaccottet |

|  |           |                               |
|  | Marcatori | 12’ Steffen 28’ Frey 90’ Kubo |

| Arbitro: | Bieri |

|                                |           |  |
| Winter 39’ Wiss 43’ Mikari 80’ | Marcatori |  |

### Coppa Svizzera
| 18 agosto 2013, ore 15:00 CEST Primo turno | Echallens | 1 – 3 | Thun |  |

| 13 settembre 2013, ore 19:30 CEST Secondo turno | Locarno | 0 – 3 | Thun |  |

| Arbitro: | Klossner |

|  |           |             |
|  | Marcatori | 93’ Hediger |

| Arbitro: | Pache |

|                                        |                      |                                       |
| Schneuwly Lüthi Wittwer Martínez Sadik | Tiri di rigore 4 – 2 | Toko Gashi Feltscher Dingsdag Vilotić |

| Arbitro: | Jaccottet |

|                                         |                      |                                           |
| Buff Chikhaoui Sadiku Teixeira Henrique | Tiri di rigore 5 – 4 | Schneuwly Lüthi Zuffi Schneuwly Schirinzi |

### Europa League

#### Fase di qualificazione
| Arbitro: | Stoyanov |

|                          |           |  |
| Sanogo 12’ Schirinzi 38’ | Marcatori |  |

| Arbitro: | Vučemilović-Šimunović |

|                  |           |                                                  |
| Rekhviashvili 6’ | Marcatori | 45’ (aut.) Lomashvili 49’ Martínez 84’ Schneuwly |

| Arbitro: | Gestranius |

|              |           |                |
| Ericsson 64’ | Marcatori | 34’, 63’ Zuffi |

| Arbitro: | Hunter |

|            |           |  |
| Sanogo 69’ | Marcatori |  |

| Arbitro: | Bojko |

|           |           |  |
| Jojić 70’ | Marcatori |  |

| Arbitro: | Orsato |

|                                       |           |  |
| Schneuwly 15’ Schneuwly 48’ Zuffi 75’ | Marcatori |  |

#### Fase a gironi
| Arbitro: | Kakos |

|               |           |  |
| Schneuwly 35’ | Marcatori |  |

| Arbitro: | Madden |

|                       |           |              |
| Gorius 55’ Vossen 63’ | Marcatori | 90’ Martínez |

| Arbitro: | Özkahya |

|                                       |           |  |
| Jarmolenko 35’ Mbokani 60’ Husjev 78’ | Marcatori |  |

| Arbitro: | Turpin |

|  |           |                                    |
|  | Marcatori | 29’ (aut.) Schenkel 69’ Jarmolenko |

| Arbitro: | Gil |

|                       |           |           |
| Boyd 17’ Bošković 64’ | Marcatori | 61’ Sadik |

| Arbitro: | Tudor |

|  |           |            |
|  | Marcatori | 32’ Vossen |

## Statistiche

### Statistiche di squadra
| Competizione   | Punti | In casa | In casa | In casa | In casa | In casa | In casa | In trasferta | In trasferta | In trasferta | In trasferta | In trasferta | In trasferta | Totale | Totale | Totale | Totale | Totale | Totale | DR  |
| Competizione   | Punti | G       | V       | N       | P       | Gf      | Gs      | G            | V            | N            | P            | Gf           | Gs           | G      | V      | N      | P      | Gf     | Gs     | DR  |
| -------------- | ----- | ------- | ------- | ------- | ------- | ------- | ------- | ------------ | ------------ | ------------ | ------------ | ------------ | ------------ | ------ | ------ | ------ | ------ | ------ | ------ | --- |
| Super League   | 48    | 18      | 9       | 5       | 4       | 32      | 24      | 18           | 4            | 4            | 10           | 25           | 29           | 36     | 13     | 9      | 14     | 57     | 53     | +4  |
| Coppa Svizzera | -     | 1       | 0       | 1       | 0       | 0       | 0       | 4            | 3            | 1            | 0            | 7            | 1            | 5      | 3      | 2      | 0      | 7      | 1      | +6  |
| Europa League  | -     | 6       | 4       | 0       | 2       | 7       | 3       | 6            | 2            | 0            | 4            | 7            | 10           | 12     | 6      | 0      | 6      | 14     | 13     | +1  |
| Totale         | 48    | 25      | 13      | 6       | 6       | 39      | 27      | 28           | 9            | 5            | 14           | 39           | 40           | 53     | 22     | 11     | 20     | 78     | 67     | +11 |

### Andamento in campionato
| Giornata  | 1 | 2 | 3 | 4 | 5 | 6 | 7 | 8 | 9 | 10 | 11 | 12 | 13 | 14 | 15 | 16 | 17 | 18 | 19 | 20 | 21 | 22 | 23 | 24 | 25 | 26 | 27 | 28 | 29 | 30 | 31 | 32 | 33 | 34 | 35 | 36 |
| --------- | - | - | - | - | - | - | - | - | - | -- | -- | -- | -- | -- | -- | -- | -- | -- | -- | -- | -- | -- | -- | -- | -- | -- | -- | -- | -- | -- | -- | -- | -- | -- | -- | -- |
| Luogo     | T | C | T | C | C | T | C | T | C | T  | C  | C  | T  | C  | T  | T  | C  | T  | T  | C  | T  | C  | C  | T  | C  | T  | C  | T  | C  | T  | C  | C  | T  | T  | C  | T  |
| Risultato | P | V | P | N | N | N | V | P | P | N  | N  | V  | N  | V  | P  | V  | V  | P  | P  | V  | P  | V  | N  | V  | N  | P  | P  | N  | V  | V  | V  | P  | V  | P  | P  | P  |
| Posizione | 6 | 5 | 6 | 5 | 7 | 8 | 6 | 7 | 8 | 8  | 7  | 6  | 6  | 6  | 6  | 6  | 6  | 6  | 7  | 7  | 7  | 6  | 6  | 6  | 6  | 7  | 7  | 7  | 7  | 5  | 5  | 5  | 4  | 4  | 5  | 6  |

Legenda:

Luogo: C = Casa; T = Trasferta. Risultato: V = Vittoria; N = Pareggio; P = Sconfitta.

### Statistiche dei giocatori
| Giocatore       | Super League | Super League | Super League | Super League | Coppa Svizzera | Coppa Svizzera | Coppa Svizzera | Coppa Svizzera | Europa League | Europa League | Europa League | Europa League | Totale   | Totale | Totale      | Totale     |
| Giocatore       | Presenze     | Reti         | Ammonizioni  | Espulsioni   | Presenze       | Reti           | Ammonizioni    | Espulsioni     | Presenze      | Reti          | Ammonizioni   | Espulsioni    | Presenze | Reti   | Ammonizioni | Espulsioni |
| --------------- | ------------ | ------------ | ------------ | ------------ | -------------- | -------------- | -------------- | -------------- | ------------- | ------------- | ------------- | ------------- | -------- | ------ | ----------- | ---------- |
| K. Bigler       | 1            | 0            | 0            | 0            | 0              | 0              | 0              | 0              | 0             | 0             | 0             | 0             | 1        | 0      | 0           | 0          |
| R. Bättig       | 0            | 0            | 0            | 0            | 0              | 0              | 0              | 0              | 0             | 0             | 0             | 0             | 0        | 0      | 0           | 0          |
| S. Chihadeh     | 0            | 0            | 0            | 0            | 0              | 0              | 0              | 0              | 0             | 0             | 0             | 0             | 0        | 0      | 0           | 0          |
| C. Cássio       | 27           | 2            | 5            | 0            | 3              | 0              | 2              | 0              | 6             | 0             | 1             | 0             | 36       | 2      | 8           | 0          |
| G. Faivre       | 31           | 0            | 1            | 0            | 1              | 0              | 0              | 0              | 9             | 0             | 0             | 0             | 41       | 0      | 1           | 0          |
| N. Ferreira     | 27           | 1            | 5            | 0            | 2              | 0              | 0              | 0              | 8             | 0             | 0             | 0             | 37       | 1      | 5           | 0          |
| D. Frey         | 5            | 0            | 0            | 0            | 0              | 0              | 0              | 0              | 3             | 0             | 0             | 0             | 8        | 0      | 0           | 0          |
| C. Gasser       | 1            | 0            | 0            | 0            | 0              | 0              | 0              | 0              | 2             | 0             | 0             | 0             | 3        | 0      | 0           | 0          |
| D. Hediger      | 21           | 2            | 6            | 1            | 2              | 1              | 0              | 0              | 12            | 0             | 4             | 0             | 35       | 3      | 10          | 1          |
| M. Krstić       | 1            | 0            | 1            | 0            | 0              | 0              | 0              | 0              | 2             | 0             | 0             | 0             | 3        | 0      | 1           | 0          |
| E. Lekaj        | 1            | 0            | 0            | 0            | 0              | 0              | 0              | 0              | 0             | 0             | 0             | 0             | 1        | 0      | 0           | 0          |
| B. Lüthi        | 34           | 1            | 10           | 0            | 3              | 0              | 1              | 0              | 12            | 0             | 3             | 0             | 49       | 1      | 14          | 0          |
| J. Martínez     | 18           | 8            | 1            | 0            | 2              | 0              | 0              | 0              | 11            | 2             | 2             | 0             | 31       | 10     | 3           | 0          |
| S. Mensah       | 0            | 0            | 0            | 0            | 0              | 0              | 0              | 0              | 0             | 0             | 0             | 0             | 0        | 0      | 0           | 0          |
| D. Moser        | 6            | 0            | 0            | 0            | 2              | 0              | 0              | 0              | 3             | 0             | 0             | 0             | 11       | 0      | 0           | 0          |
| A. Nikçi        | 16           | 3            | 4            | 0            | 1              | 0              | 0              | 0              | 0             | 0             | 0             | 0             | 17       | 3      | 4           | 0          |
| T. Reinmann     | 25           | 2            | 1            | 1            | 2              | 0              | 1              | 0              | 9             | 0             | 0             | 0             | 36       | 2      | 2           | 1          |
| F. Ruberto      | 0            | 0            | 0            | 0            | 0              | 0              | 0              | 0              | 0             | 0             | 0             | 0             | 0        | 0      | 0           | 0          |
| B. Sadik        | 28           | 7            | 2            | 0            | 2              | 0              | 2              | 0              | 11            | 1             | 0             | 0             | 41       | 8      | 4           | 0          |
| M. Salamand     | 3            | 0            | 0            | 0            | 0              | 0              | 0              | 0              | 2             | 0             | 0             | 0             | 5        | 0      | 0           | 0          |
| S. Sanogo       | 25           | 3            | 8            | 1            | 0              | 0              | 0              | 0              | 9             | 2             | 0             | 0             | 34       | 5      | 8           | 1          |
| L. Schenkel     | 13           | 1            | 2            | 0            | 2              | 0              | 1              | 0              | 7             | 0             | 1             | 0             | 22       | 1      | 4           | 0          |
| N. Schindelholz | 9            | 1            | 3            | 0            | 0              | 0              | 0              | 0              | 0             | 0             | 0             | 0             | 9        | 1      | 3           | 0          |
| E. Schirinzi    | 31           | 1            | 5            | 0            | 3              | 0              | 1              | 0              | 8             | 1             | 0             | 0             | 42       | 2      | 6           | 0          |
| C. Schneuwly    | 30           | 4            | 8            | 0            | 3              | 0              | 0              | 0              | 7             | 2             | 3             | 0             | 40       | 6      | 11          | 0          |
| M. Schneuwly    | 31           | 10           | 8            | 0            | 2              | 0              | 1              | 0              | 12            | 2             | 1             | 0             | 45       | 12     | 10          | 0          |
| M. Siegfried    | 28           | 2            | 2            | 0            | 2              | 0              | 0              | 0              | 7             | 0             | 0             | 0             | 37       | 2      | 2           | 0          |
| F. Sulmoni      | 24           | 1            | 4            | 0            | 2              | 0              | 0              | 0              | 8             | 0             | 1             | 0             | 34       | 1      | 5           | 0          |
| N. Sutter       | 4            | 0            | 0            | 0            | 0              | 0              | 0              | 0              | 0             | 0             | 0             | 0             | 4        | 0      | 0           | 0          |
| A. Wittwer      | 27           | 2            | 4            | 0            | 3              | 0              | 0              | 0              | 11            | 0             | 3             | 0             | 41       | 2      | 7           | 0          |
| L. Zuffi        | 28           | 3            | 4            | 0            | 3              | 0              | 1              | 0              | 8             | 3             | 2             | 0             | 39       | 6      | 7           | 0          |
| G. Zuta         | 0            | 0            | 0            | 0            | 0              | 0              | 0              | 0              | 0             | 0             | 0             | 0             | 0        | 0      | 0           | 0          |